# R.U.O.K?!
『R.U.O.K?!』（アーユーオーケー?）は、相川七瀬の9枚目のアルバム。2005年11月9日発売。規格品番はAVCD-32057。

## 解説
相川デビュー10周年記念アルバム。LUNA SEAの真矢､THE MAD CAPSULE MARKETSの室姫深ら参加｡

## 収録曲
作詞：相川七瀬
1. FOOLISH 555
  - 作曲：澄田健　編曲：澄田健・岡野ハジメ
2. R.U.O.K?!
  - 作曲：室姫深　編曲：室姫深・岡野ハジメ
3. FLY TO RAINBOW RAY
  - 作曲：室姫深　編曲：室姫深・岡野ハジメ
4. ROCK STAR's STEADY
  - 作曲：玉田学　編曲：Pixy&Brownnie with 岡野ハジメ
5. RED WHEEL
  - 作曲：Three Djwal Khul　編曲：Three Djwal Khul with 岡野ハジメ
6. Snowfall
  - 作曲：長瀬弘樹　編曲：岡野ハジメ・D.I.E
7. EVERYBODY GOES
  - 作曲：有原雅人　編曲：岡野ハジメ・D.I.E
  - 後に28枚目のシングルとしてシングルカット。

## 参加ミュージシャン
- 真矢（ex.LUNA SEA） - ドラム
- "CRAZY" COOL JOE（ex.DEAD END） - ベース
- マーティ・フリードマン（ex.MEGADETH） - ギター #2,#3,#5,#6,#7
- PATA（ex.X JAPAN） - ギター #1,#4,#7
- 室姫深（ex.THE MAD CAPSULE MARKETS） - ギター #2,#3
- D.I.E.（ex.hide with Spread Beaver） - キーボード #1,#2,#4,#6,#7